# Himatanthus lancifolius
Himatanthus lancifolius är en oleanderväxtart som först beskrevs av Müll.Arg., och fick sitt nu gällande namn av Robert Everard Woodson. Himatanthus lancifolius ingår i släktet Himatanthus och familjen oleanderväxter. Inga underarter finns listade i Catalogue of Life.